# Kohanivka, Iavoriv
Kohanivka (în ucraineană Коханівка) este un sat în comuna Svîdnîțea din raionul Iavoriv, regiunea Liov, Ucraina.

## Demografie
Componența lingvistică a localității Kohanivka
     Ucraineană (99,81%)
     Alte limbi (0,19%)
Conform recensământului din 2001, majoritatea populației localității Kohanivka era vorbitoare de ucraineană (99,81%), existând în minoritate și vorbitori de alte limbi.